# Show Me Love Tour
Die Show Me Love Tour war der Titel zweier Konzerte des russischen Pop-Duos t.A.T.u. im Tokyo Dome in Japan, die am 1. und 2. Dezember 2003 stattfanden. Obwohl es sich lediglich um zwei Konzerte handelte, wurden die Auftritte als Show Me Love Tour beworben, da die beiden Sängerinnen zuvor durch ganz Japan gereist waren und verschiedene Fernsehsendungen und Events besucht hatten. Dies wiederum diente als Promotion für die beiden Konzerte in Tokio zum Jahresende. Trotz halbleerer Konzerthalle handelte es sich um die beiden größten Konzerte in der Bandgeschichte von t.A.T.u., die außerhalb Russlands ansonsten hauptsächlich in Diskotheken, auf Freiflächen und in Konzerthallen spielten. Anders als bei den meisten ihrer anderen Auftritte jener Tage sangen t.A.T.u. während ihrer Konzerte im Tokyo Dome ausschließlich live, Playback kam nicht zum Einsatz. Eine anschließend geplante Show Me Love World Tour, die das Duo unter anderem nach China, Russland und Lateinamerika führen sollte, wurde nach den Tokioter Konzerten abgesagt.
Für die Konzerte im 43.000 Menschen fassenden Tokyo Dome waren bis Anfang November 30.000 Eintrittskarten verkauft worden, obwohl laut Medienberichten mindestens 70.000 nötig gewesen wären, um die Konzerte rentabel zu machen. Als Grund für die geringe Nachfrage nannte t.A.T.u.-Sängerin Jelena Katina 2011 in einem Interview das plötzliche Verlassen einer live im japanischen Fernsehen übertragenen Fernsehsendung, zu der t.A.T.u. zuvor eingeladen worden waren. Das japanische Publikum empfand dieses Verhalten als höchst unhöflich, weshalb das Duo trotz fünf Wochen an der japanischen Chartspitze und über 2 Millionen verkaufter Alben die beiden Konzerte nicht restlos ausverkaufen konnte. Letztendlich besuchten etwas mehr als 50.000 Personen die Auftritte, wobei sich die Zuschauerzahl gleichmäßig auf beide Tage verteilte.

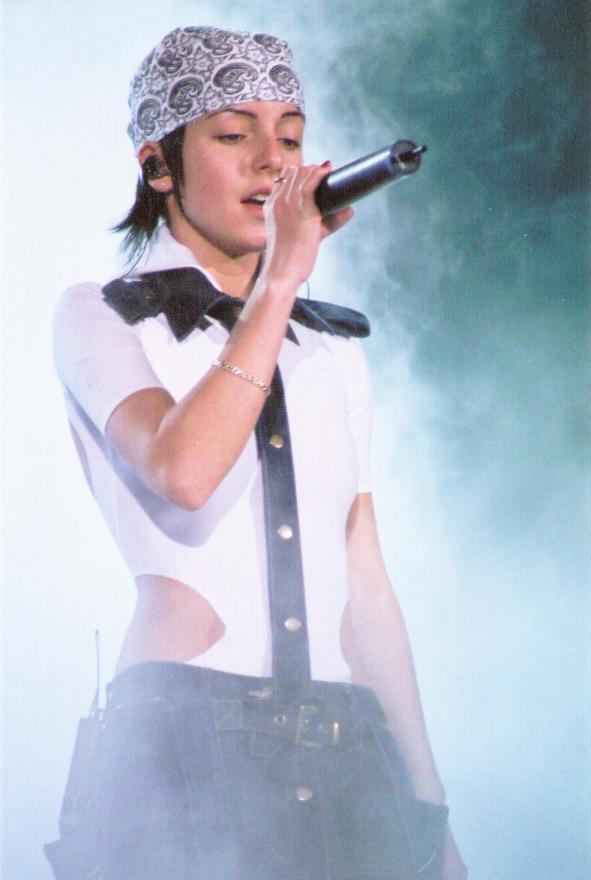
Julija Wolkowa bei einem der Konzerte

Die Kosten für die beiden Konzerte betrugen laut Angaben des Veranstalters rund 500 Millionen Yen, was umgerechnet etwa 5 Millionen US-Dollar entsprach.
Eine technische Besonderheit stellten die fünf 800 Zoll messenden Bildschirme dar, auf denen Nahaufnahmen der beiden Sängerinnen sowie Ausschnitte aus Musikvideos der Band während des Konzertes gezeigt wurden. Die Bildschirme gehören zu den größten jemals bei Live-Konzerten eingesetzten.
| Setlist |
| --- |
| 1. Intro 2. «All the Things She Said» 3. «How Soon Is Now?» 4. «Show Me Love» 5. «30 Minutes» 6. «Stars» 7. «Prostyje dwischenija» 8. «Maltschik-Gei» 9. «Klouny» 10. «Ne wer, ne boisja» 11. «Not Gonna Get Us» 12. «Nitschja» First Version 13. «Not Gonna Get Us» Remix 14. «Prostyje dwischenija» Remix |